# Scythris rouxella
Scythris rouxella is een vlinder uit de familie dikkopmotten (Scythrididae). De wetenschappelijke naam is voor het eerst geldig gepubliceerd in 1865 door Constant.
De soort komt voor in Europa.